# 中島俊一 (ボクサー)
中島 俊一（なかじま しゅんいち、1961年3月2日 - ）は、日本の元プロボクサー。第12代日本スーパーフライ級王者。茨城県日立市出身。日立第一高校、明治大学卒業。現在はBoy's水戸ボクシングジム会長を務める。

## 来歴
明治大学でボクシング部に入部し、ボクシングを始め、卒業後、ヨネクラジムに入門。
1984年6月12日、プロデビュー（3回TKO）勝ち。
1985年9月24日、7戦目で日本王座初挑戦。空位の日本スーパーフライ級王座を丸尾忠と争うも、10回判定負け（プロ初黒星）。
1987年8月29日、OPBF東洋太平洋スーパーフライ級王座挑戦。王者・鄭炳寛（韓国）に挑むも、12回判定負け。
1988年3月1日、2度目の日本王座挑戦。西川浩二と空位の日本スーパーフライ級王座を争い、10回判定勝ち。王座獲得に成功。その後、6度の防衛に成功し、世界ランキングもWBA2位にまで上昇。
1990年6月30日、日本王座在位のまま世界初挑戦。敵地でWBA世界スーパーフライ級王者カオサイ・ギャラクシー（タイ）に挑んだが、8回TKOで敗れ王座奪取ならず。
1990年10月15日、再起戦となった日本王座7度目の防衛戦で当時20歳の新鋭・鬼塚勝也（当時、WBA世界スーパーフライ級8位）と対戦し、最終10回TKO負け。王座を手放した。
1991年3月18日、雪辱・王座返り咲きを懸け、鬼塚と再戦するも10回判定負け。王座返り咲きを果たせず、この試合を最後に引退した。
引退後はヨネクラジムトレーナーおよび会社経営を経て、現在は茨城県水戸市にBoy's水戸ボクシングジムをオープンさせ、会長として後進の指導に力を入れている。

## 獲得タイトル
- 第12代日本スーパーフライ級王座 (防衛6)